# Parsonsia edulis
Parsonsia edulis là một loài thực vật có hoa trong họ La bố ma. Loài này được (G.Benn.) Guillaumin mô tả khoa học đầu tiên năm 1941.